# Cabo Serdtse-Kamen

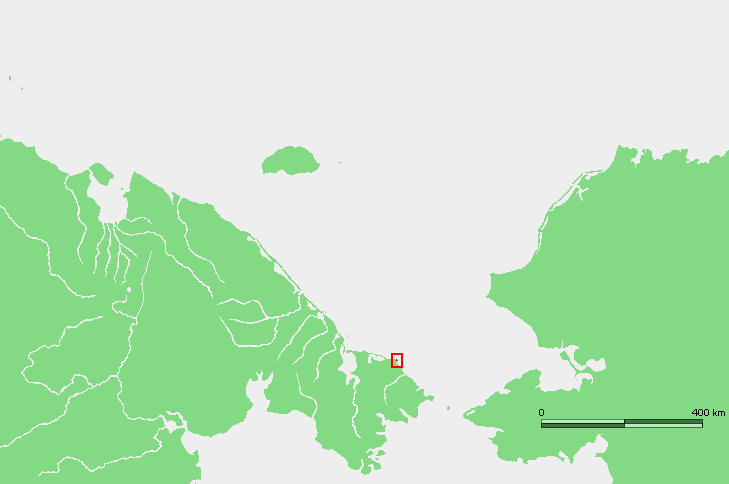
Ubicación del cabo Serdtse-Kamen.

El cabo Serdtse-Kamen (en ruso: мыс Сердце-Камень, traducido literalmente como "el Cabo del Corazón de Piedra") es un promontorio en la costa noreste del Distrito Autónomo de Chukotka, en la Federación Rusa. Este cabo se encuentra ubicado a unos 140 km al oeste del cabo Dezhnev, a 120 km al este de la bahía Kolyuchinskaya y a unos 30 km al este de la Laguna Neskynpil'gyn. Muy cerca de este cabo se encuentra ubicado el pueblo de Enurmino.
El cabo Serdtse-Kamen es un hito geográfico ubicado al este de la costa del mar de Chukotka, este hito se inclina hacia el sureste, hasta el estrecho de Bering.
En idioma chucoto, el cabo se llama Пыттэлгыянраквын (Pyttlegiyarrakvyn) que significa "una piedra separada en el extremo de una capa alargada"

## Historia
Descubierto en 1728 por Vitus Bering, recibió este nombre debido a que Gerhard Friedrich Müller consignó erróneamente este nombre, siendo este con el que llamaban a promontorio en la entrada de la bahía Kresta. Manteniendo el error, el nombre también fue reportado en los mapas de James Cook en 1778.
El naufragio del barco de vapor de la Unión Soviética, el Chelyuskin, se hundió en 1934 durante su pionera de la exploración de la ruta del Mar del Norte, fue descubierto en 2006 en el lecho marino a una profundidad de unos 50 metros, no muy lejos del cabo. El pueblo de Uelen, el asentamiento más oriental de Rusia, encuentra a 150 km al sureste del cabo Serdtse-Kamen, a lo largo de la costa.

## Ecología
El área alrededor de este promontorio es un hábitat natural para la albatros de cola corta (Phoebastria albatrus). Las ballenas de Groenlandia son frecuentemente avistados en las aguas del cabo Serdtse-Kamen. Un gran número de morsas se han observado en reposo en la costa y en las aguas adyacentes a este cabo durante el otoño.